# Gespenstergeschichte
Gespenstergeschichten (engl. ghost story; franz. histoire des revenants) sind unheimliche Erzählungen, in denen Gespenster oder ähnliche Wesen eine bestimmende Rolle spielen.

## Besonderheiten
Gespenstergeschichten sind meist kürzere Erzählungen, die auch als Binnenelemente eines Romans oder Novellenzyklus auftreten können.
Die gängige Struktur einer Gespenstergeschichte folgt dem Schema: Einführung der Erzählperspektive – Spannungserzeugung – Beglaubigung – Steigerung – Schlusseffekt. Die Handlung spielt in der Regel vor einem romantischen Lokalkolorit, und als genretypische Figuren findet man neben den Gespenstern auch Teufel, Hexen, Doppelgänger, Naturgeister, Ritter und Vampire.
Eine Gespenstergeschichte ist der Phantastischen Literatur zuzuordnen, wenn die Erscheinung des unheimlichen Wesens sich nicht als naturwissenschaftlich zu erklärendes Phänomen erweist, wie es etwa bei einer  Sinnestäuschung der Fall ist. Diese eigentlichen Gespenstergeschichten zeichnen sich in der Regel durch das produktive Gefühl der Unsicherheit aus, das dieses Genre charakterisiert. Im Leser entsteht der unheimliche Zweifel, ob das Geschehen sich im Nachhinein naturwissenschaftlich erklären lässt, eine Verweisung aufs Übernatürliche wegfällt und die Gewissheit des natürlichen Ablaufs der Welt wiederhergestellt ist.

## Entwicklung

Fragment eines Gefäßes mit der Geschichte Khonsuemheb und der Geist, geschrieben in hieratic, zwischen 1292 und 1076 v. Chr. (Neues Reich). Museo Egizio, Turin.

Die vielen Texte von Gespenstererscheinungen, die es seit der Antike gibt, sind von der Anlage, also nicht der modernen Rezeption her keine eigentlichen Gespenstergeschichten, da die Autoren und Leser bis zur Aufklärung überwiegend davon ausgingen, dass Gespenster existieren.
Bei Homer etwa ist das im heutigen Sinne Übernatürliche integraler Bestandteil des Erzählens.
Als erste moderne Gespenstergeschichte kann Daniel Defoes True Relation of the Apparition of One Mrs.Veal betrachtet werden. Der englische Schriftsteller Defoe gibt seiner Erzählung den Anschein einer authentischen Darstellung und erweckt im Leser den Zweifel, der für dieses Genre charakteristisch ist.
Das pseudodokumentarische Verfahren, etwas zu erzählen, das angeblich auf eine wahre Begebenheit zurückgeht, wurde später immer wieder angewandt.
Während diese Erzählung zunächst ein Einzelfall blieb, spielten Gespenster Ende des 18. und im frühen 19. Jh. im Schauerroman, (engl. Gothic Novel) eine große Rolle. Ann Radcliffe entwickelte die von Horace Walpole und Clara Reeve beeinflusste Gattung erfolgreich weiter. Es gelang ihr, Schauer des Geheimnisvollen und Übernatürlichen zu erzeugen und gleichzeitig typische Orte wie das geheimnisumwitterte Schloss in den Bergen zu etablieren.
Mit Beginn der Romantik erschienen etliche Sammlungen mit Gespenstergeschichten, deren Elemente häufig auf Volkssagen zurückgingen. Vergleichbar mit der Arbeit der Gebrüder Grimm etwa sammelten Friedrich Laun und Johann August Apel in ihrem Gespensterbuch unterschiedliche Motive und Stoffe und bearbeiteten sie. Aus dieser Sammlung stammt die Vorlage des Freischütz von Carl Maria von Weber.
Das literarische Niveau dieser Gattung ist äußerst unterschiedlich, denn mit den typischen Elementen der effektvoll-reißerischen Spannungserzeugung war es nicht zu vermeiden, dass dieses Genre auch triviale Blüten trieb.
Anspruchsvollere Erzählungen, in denen der Rationalismus der Aufklärung hinterfragt und die Kompliziertheit der Welt durch das Unheimlich-Doppelbödige unterstrichen wurde, finden sich im Werk E.T.A Hoffmanns und Heinrich von Kleists.
Im Bettelweib von Locarno etwa spukt der Geist einer Bettlerin durch ein Schloss. Sie war von der Marquise aufgenommen, vom Marchese aber in einen anderen Winkel des Zimmers verwiesen worden und hatte sich dabei tödlich verletzt. Am Ende flieht die Marquise, das Schloss steht in Flammen und der Marchese verübt Selbstmord. Die unterschiedlichen Elemente der Erzählung, das Verhältnis von Schuld und Strafe regten viele psychologische und sozialkritische Interpretationen an, die letztlich auf die Rätselhaftigkeit als bestimmenden Zug des Textes zurückverweisen und ihn als eine typische deutsche Gespenstergeschichte erscheinen lassen.
Autoren, in deren Geistergeschichten Elemente des Horrors vorkommen, sind H. P. Lovecraft, Clark Ashton Smith und Stephen King.

## Typen von Gespenstergeschichten
Es lassen sich unterschiedliche Typen von Gespenstergeschichten unterscheiden.
In der moralischen Gespenstergeschichte soll dem Leser eine Botschaft vermittelt werden. In diesen Geschichten muss der Geist für ein Vergehen büßen, kann aus Gewissensqual darüber nicht zur Ruhe kommen oder vermittelt einer anderen Figur neue Einsichten. Ein bekanntes Beispiel dieser in der viktorianischen Zeit beliebten Form ist die Weihnachtsgeschichte von Charles Dickens.
Aus der moralischen entwickelte sich die psychologische Variante, als deren erfolgreichster Vertreter Joseph Sheridan Le Fanu betrachtet werden kann. Hier bleibt die Deutung des Phänomens offen; es kann als Ausdruck einer kranken Psyche ebenso aufgefasst werden wie als Einbruch des Übernatürlichen. Diese Form erwies sich bis in die Gegenwart als die produktivste.
In der humoristischen Gespenstergeschichte haben die Erscheinungen zwar einen übernatürlichen Hintergrund, halten den Leser aber nicht davon ab, sich über sie lustig zu machen, wie etwa in Oscar Wildes Das Gespenst von Canterville.
Symbolische Gespenstergeschichten erfreuten sich Ende des 19. Jhs. einer gewissen Beliebtheit. In ihnen spielen ambivalent dargestellte Erscheinungen eine Rolle, die symbolisch ein bestimmtes Handlungsmotiv zum Ausdruck bringen.
Zwischen den Varianten kam es immer wieder zu Überschneidungen; die drei letzten werden auch heute noch in der Literatur oder in Horrorfilmen verwendet.

## Weitere Verfasser von Gespenstergeschichten
- Alexander Puschkin: Pique Dame
- Fürst Wladimir Odojewski: Der Salamander
- Nikolai Gogol: Die verschwundene Urkunde, Der verhexte Platz
- Michael Lermontow: Eine unvollendete Novelle
- Iwan Turgenjew: Faust,  Der Hund
- Nicolai Lesskow: Der weiße Adler
- Valerij Brjussow: Verteidigung.[5]